# John Lloyd Stephens
John Lloyd Stephens (28 de novembro de 1805 - 13 de outubro de 1852) foi um explorador, escritor e diplomata estadunidense. Stephens foi uma figura central na redescoberta da civilização maia na América Central e no planejamento da Ferrovia do Panamá.

## Juventude
John Lloyd Stephens nasceu em 28 de novembro de 1805, no município de Shrewsbury, Nova Jersey. Ele era o segundo filho de Benjamin Stephens, um bem-sucedido comerciante de Nova Jersey, e Clemence Lloyd, filha de um eminente juiz local. No ano seguinte, a família mudou-se para a cidade de Nova York. Lá Stephens recebeu uma educação nos clássicos em duas escolas privadas. Com 13 anos de idade, ele se matriculou no Columbia College, graduando-se no topo de sua classe, quatro anos depois, em 1822.

## Mesoamérica
Stephens leu com interesse as primeiras descrições de cidades arruinadas da Mesoamérica por escritores e exploradores como Alexander von Humboldt e Juan Galindo. Em 1839, o presidente Martin Van Buren contratou Stephens como embaixador especial na América Central, mas o governo da República Federal da América Central desmoronou em uma guerra civil. Mais tarde, publicou um relato dos acontecimentos que presenciou na América Central, incidentes de viagens a Chiapas e Yucatán.
Stephens e seu companheiro de viagem, o arquiteto e desenhista Frederick Catherwood, primeiro encontraram as ruínas maias de Copán, tendo desembarcado nas Honduras Britânicas (atual Belize). Eles ficaram surpresos com suas descobertas e passaram duas semanas mapeando o site. Eles supuseram que deve ter sido construído por algumas pessoas há muito esquecidas, já que eles não poderiam imaginar que eram os maias nativos. Stephens foi realmente capaz de comprar a cidade de Copan por uma quantia de 50 dólares e sonhou em fazê-la entrar em museus nos Estados Unidos. Eles seguiram para Palenque, Quiriguá e Uxmal. Eles chegaram a Palenque em 11 de maio de 1840 e partiram no início de junho. Lá, eles documentaram o Templo das Inscrições, o Templo da Cruz, o Templo do Sol e o Templo da Cruz Folheada.
Eles continuaram a investigar as ruínas maias com uma viagem de volta a Yucatán em outubro de 1841. Segundo o livro de Stephens sobre a viagem, eles visitaram um total de 44 sítios maias como Mayapan, Uxmal, Kabah, a entrada em Labná, Sayil, Xtampak, Chichen Itza, Tulum e Izamal. Em Uxmal, eles documentaram a Casa do Governador, o Quadrângulo do Convento e a Pirâmide do Mago. Catherwood também desenhou uma vista famosa do poço em Bolonchén.
Os desenhos e litografias de Catherwood mostraram, sem dúvida, que os maias foram os autores de algumas das obras artísticas e intelectuais mais avançadas da América pré-colombiana. Além de grandes construções, eles produziram obras de refinamento artístico, como esculturas em pedra e gesso, afrescos, cerâmica pintada e baixos-relevos em madeira. Como resultado de suas explorações, Stephens argumentou convincentemente que os maias construíram as antigas cidades da América Central em contraste com a teoria de que grupos étnicos de civilizações europeias ou asiáticas as haviam construído. Os livros de Stephens serviram para inspirar Edgar Allan Poe, que revisou três dos livros de Stephens para a New York Review e a Graham's Magazine.